# Постное масло
По́стное ма́сло — группа растительных масел, разрешённых для пищевого употребления в некоторые дни религиозного поста — в противовес скоромным жирам животного происхождения, которые к пищевому употреблению в некоторые дни религиозного поста запрещены. 
На Руси традиционно использовалось жидкие растительные масла конопляное и льняное масло, а также более дорогое прованское. Реже применялись маковое, кунжутное масло, а также рыбий жир.
Позже эти масла почти полностью были вытеснены другими растительными маслами: подсолнечным маслом, отчасти — кукурузным и горчичным.